# ماري أوكونور
ماري أوكونور (بالإنجليزية: Mary O'Connor)‏ هي منافسة ألعاب القوى نيوزيلندية، ولدت في 19 يونيو 1955.

## وصلات خارجية
- ماري أوكونور على موقع الاتحاد الدولي لألعاب القوى (الإنجليزية)
- ماري أوكونور على موقع اللجنة الأولمبية الدولية (الإنجليزية)
- ماري أوكونور على موقع أوليمبيديا (الإنجليزية)